# Hippolyte Godard-Desmarest
Pour les articles homonymes, voir Godard-Desmarest.
Hippolyte Godard-Desmarest, né le 5 octobre 1796 à Paris (Seine) et décédé le 7 janvier 1867 à Trélon (Nord), est un homme politique français.

## Biographie
Hippolyte Godard-Desmarest est le fils de Pierre-Antoine Godard-Desmarest et de Marie Jeanne Moreau (1774-1851).
Lieutenant dans les chasseurs à cheval, il quitte l'armée pour se lancer dans l'industrie, dirigeant une manufacture de verrerie de Trélon, dans le Nord. 
Conseiller général du Nord, il est député du Nord de 1853 à 1866, siégeant dans la majorité soutenant le Second Empire.

## Famille
- Pierre-Antoine Godard-Desmarest (1767-1850) et de Marie Jeanne Moreau (1774-1851)
  - Émile Aristide Godard-Desmarest (1794- ), marié avec Anne Clarisse Labourdette (morte en 1857)
    - Marie Louise Gabrielle Godard-Desmarest (1823-1842)
    - Marie-Jeanne Godard-Desmarest (1827-1891), mariée le 11 août 1853 avec Joseph Dominique Aldebert Pineton de Chambrun (1821-1899)

  - Hippolyte Godard-Desmarest s'est marié le 13 juin 1827 à Strasbourg à  Marie Julie Joséphine Poncet (1803-1873) dont il a eu :
    - Hippolyte Louis Godard-Desmarest (1828-1870) reçu à l'École polytechnique en 1848, démissionnaire en 1849, marié le 15 septembre 1869 avec Louise Marguerite de Gessler (1845-1924), dont il a :
      - Louis Armand Léon Hippolyte Emile Marie Godard-Desmarest (1870- ), constructeur automobile (société Wehrlé Godard-Desmarest) qui a produit en 1900 la Mignonette.

    - Léon Pierre Godard-Desmarest (1834- )

  - Armand Godard-Desmarest (1799-1873), peintre,
  - Antoine Charles Horace Godard-Desmarest (1811-1845).

## Distinctions
- Chevalier de la Légion d'honneur par décret du 15 août 1859[2].

## Sources
- « Hippolyte Godard-Desmarest », dans Adolphe Robert et Gaston Cougny, Dictionnaire des parlementaires français, Edgar Bourloton, 1889-1891 [détail de l’édition]